# Aziz Sahin
1968 doğumlu Aziz Şahin, orta ve lise öğrenimini Türkiye’de tamamladıktan sonra, yükseköğrenimini Almanya’nın Dortmund kentinde bulunan Ausland Uluslararası Kültür Akademisinde bitirmiştir.
İş insanı kimliğinin yanı sıra, kurucusu olduğu Dünya Ekonomi İşbirliği Konseyi Başkanlığı nezdinde, başta İstanbul ve ilçe belediyeleri olmak üzere Türkiye genelindeki birçok il, ilçe ve belde belediyesinin; dünya belediyeleriyle kültürel, sosyal ve ekonomik ilişkilerinin gelişmesine öncülük etmiştir. Bu kapsamda çok sayıda kardeş şehir projeleri ve toplumsal konsorsiyumlar hayata geçirilmiştir.
Aziz Şahin, yalnızca Türkiye’de değil, Almanya ve Polonya ağırlıklı olmak üzere pek çok ülkede çeşitli sivil toplum örgütlerinde ülkesini temsil ederek uluslararası platformlarda etkin görevler üstlenmiştir. Almanca, Lehçe ve İngilizce bilmektedir.
1. ↑    ATİK NEWS. Abgerufen am 20. August 2025.